# إيزوغوس

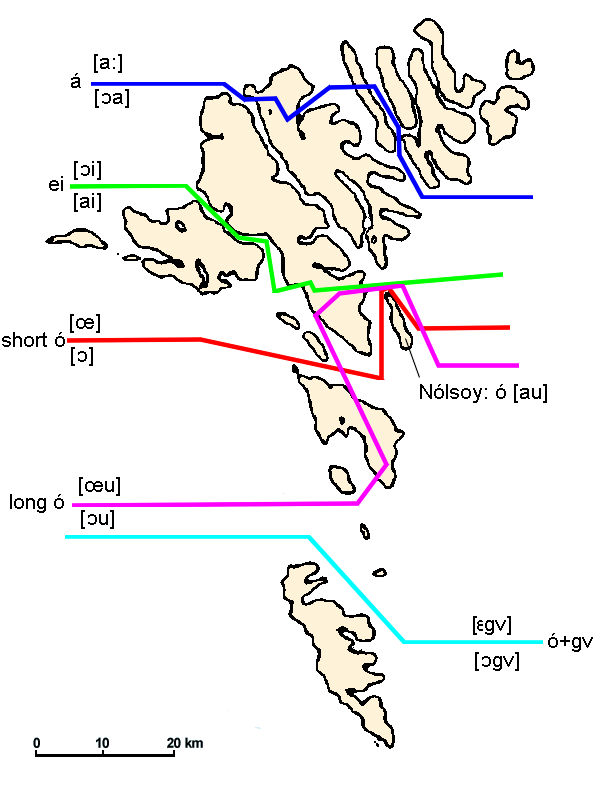
Isoglosses في جزر فارو

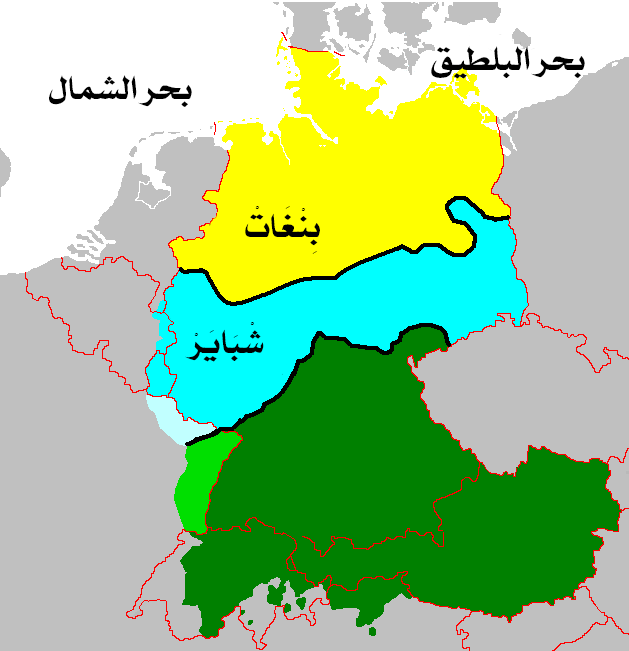
تنقسم الألمانية العليا إلى الألمانية العليا (الخضراء) والألمانية الوسطى (الزرقاء)، وتتميز عن الألمانية المنخفضة والفرانكونية المنخفضة (الأصفر). يتم تمييز الخطوط المتساوية الرئيسية، خطوط Benrath و Speyer ، باللون الأسود.

وisogloss، وتسمى أيضا heterogloss (انظر أصل التسمية أدناه)، هي الحدود الجغرافية من ميزة لغوية معينة، مثل نطق حرف علة، ومعنى كلمة واحدة، أو استخدام بعض السمات المورفولوجية أو النحوية. وعادة ما يتم ترسيم اللهجات الرئيسية التي حزم من isoglosses، مثل خط Benrath الذي يميز الألمانية العليا من اللغات الجرمانية الغربية الأخرى ولا سبيتسيا ريميني الخط الذي يفصل بين اللغات الإيطالية الشمالية من اللهجات الوسطى الإيطالية. ومع ذلك، قد أو قد لا يكون لها isogloss فرد أي تزامنا مع حدود اللغة. على سبيل المثال، / تخفيضات / ص التقريب الجبهة عبر فرنسا وألمانيا، في حين أن / ص / غائب من الإيطالية والإسبانية الكلمات التي هي الكلمات المشتركة مع / ص / المحتوية على الكلمات الفرنسية.
واحد من أشهر isoglosses هو isogloss السنتوم ساتيم.
على غرار isogloss ، يعد سمة مميزة لنظام الكتابة. كلا المفهومين يستخدمان أيضًا في علم اللغة التاريخي.

## أمثلة
يرتبط مصطلح السنتوم-ساتيم لعائلة اللغة الهندية الأوروبية بالتطور المختلف للحروف الساكنة الظهرية للبروتو الهندو أوروبية (PIE). في إعادة البناء القياسية، يتم التعرف على ثلاث سلاسل من الظهرية:
| Labiovelars : | *kʷ ، | *gʷ ، | *gʷʰ |
| الحلقات:      | *k ،  | *g ،  | *gʰ  |
| Palatals :    | *ḱ ،  | *ǵ ،  | *ǵʰ  |

في بعض الفروع (على سبيل المثال اليونانية، الإيطالية، والجرمانية)، اندمجت الحنفيات مع الحلقات: PIE * keup- «tremble (داخليًا)» أصبحت لاتينية cupiō «الرغبة» و * ḱm̥tom «مائة» أصبحت centum لاتينية (تنطق [kentum])؛ لكن * kʷo- أصبح «ضمير الاستفهام» quō «كيف؟ أين؟». تُعرف باسم فروع centum ، والتي سميت على اسم الكلمة اللاتينية 100.
في الفروع الأخرى (على سبيل المثال، Balto-Slavic و Indo-Iran)، اندمجت الشفرات مع الحلقات: PIE * keup - أصبحت Vedic Sanskrit kopáyati "مهزوزة" و * kʷo - أصبحت Avestan kest "من؟ لكن * ḱm̥tom أصبح Avestan satəm. تُعرف باسم فروع ساتيم، بعد كلمة أفستان لمئات.
نظرًا لأن عائلة Balto-Slavic ، والعائلة الهندية الإيرانية، وعائلات الساتيم الأخرى يتم التحدث بها في المناطق الجغرافية المجاورة، يمكن تجميعها بواسطة isogloss: خط جغرافي يفصل فروع satem على جانب واحد من فروع centum على الجانب الآخر.

### شمال ميدلاند isogloss (الإنجليزية الأمريكية)
تم التعرف على isogloss رئيسي في اللغة الإنجليزية الأمريكية باسم isogloss North-Midland، والذي يحدد العديد من الميزات اللغوية، بما في ذلك تغيير حرف العلة في المدن الشمالية: المناطق الواقعة شمال الخط (بما في ذلك غرب نيويورك؛ كليفلاند، أوهايو؛ ميشيغان السفلى؛ شمال إلينوي؛ وشرق ويسكونسن) التحول، بينما المناطق الواقعة جنوب الخط (بما في ذلك ولاية بنسلفانيا، ووسط وجنوب أوهايو، ومعظم ولاية إنديانا)

### شمال غرب سامية
أصبحت إحدى سمات اللغات السامية الشمالية الغربية القديمة y في بداية الكلمة. وهكذا، في اللغات واللهجات البروتو-سامية واللغات واللهجات السامية غير الشمالية الغربية اللاحقة، كانت الأحرف الجذرية لكلمة «طفل» هي w-l-d. ومع ذلك، في اللغات السامية الشمالية الغربية القديمة، كانت الكلمة y-l-d ، مع w-> y-.
وبالمثل، فإن البروتوسامية تصبح ā في اللهجات الكنعانية للسامية الشمالية الغربية. ضمن اللغات الآرامية ولهجات شمال غرب السامية، تم الحفاظ على ā التاريخية. وهكذا، يمكن تصنيف لغة سامية شمالية غربية قديمة أصبحت تاريخية على أنها جزء من الفرع الكنعاني لسامية الشمال الغربي.
هذه الميزات يمكن أن تستخدم البيانات ذات أهمية جوهرية لأغراض التصنيف اللغوي.

## إيسوجرافس
مثلما توجد سمات مميزة للغات ذات الصلة، هناك أيضًا سمات مميزة للنصوص ذات الصلة. (للاطلاع على مناقشة أنظمة الكتابة، انظر أنظمة الكتابة في العالم.
على سبيل المثال، السمة المميزة للنص العبري القديم في العصر الحديدي هي أن الأحرف رهان وداليت وعين وريش ليس لها رأس مفتوح، لكن الآرامية المعاصرة لها أشكال مفتوحة الرأس. وبالمثل، فإن رهان اللغة العبرية القديمة له موقف مميز (يميل إلى اليمين)، لكن رهان سلسلة النصوص الآرامية والفينيقية له موقف مختلف (في كليهما، يميل إلى اليسار).
في عام 2006، اقترح كريستوفر رولستون باستخدام isograph المصطلح لوصف سمة من سمات البرنامج النصي الذي يميزها عن سلسلة النصي ذات الصلة، مثل ميزة يميز سيناريو قديم العبرية من قديم الآرامية والفينيقية.

## تأثيل المصطلح (في الإنجليزية)
المصطلح isogloss (اليونانية القديمة ἴσος ísos «متساوية، متشابهة» و γλῶσσα glōssa «اللسان، اللهجة، اللغة») مستوحاة من الخطوط الكنتورية، أو isopleths ، مثل isobars. ومع ذلك، فإن isogloss يفصل النقاط بدلاً من ربطها. وبالتالي، فقد تم اقتراح استخدام مصطلح heterogloss (ἕτερος héteros "other") بدلاً من ذلك.

## فهرس
- Chambers، J.K.؛ Trudgill، Peter (28 ديسمبر 1998). Dialectology. Cambridge Textbooks in Linguistics (ط. 2nd). مطبعة جامعة كامبريدج. ISBN:0-521-59646-7.
- Woodard، Roger D. (31 مايو 2004). The Cambridge Encyclopedia of the World's Ancient Languages. New York: Cambridge University Press. ISBN:0-521-56256-2. مؤرشف من الأصل في 2022-05-28.

## روابط خارجية
- مثال على isogloss في جنوب إنجلترا .
- ما وراء Isogloss: Isograph في طبوغرافيا اللهجات : مناقشة أوجه القصور والتبسيط المفرط لاستخدام isoglosses.
- في بعض الارتباطات الصوتية لـ Isoglossy : تحليل فكاهي للروسية isoglossy .